# التحالف الانتخابي الأبيض
كان التحالف الانتخابي الأبيض (بوكمول: Hvit Valgallianse، نينوشك: Kvit Valallianse) حزباً سياسياً قصير الأمد في النرويج، أسسه ياك إريك كيوس في سبتمبر 1995 بعد دمج أوقفوا الهجرة وساعدوا الأجانب في العودة إلى ديارهم وإلا فسوف نخسر بلادنا، وكل من الحزبين الهامشيين تحت زعامة ياك إريك كيوس. وكان اسم الحزب متعارضاً مع التحالف الانتخابي الأحمر المعاصر الذي ينتمي إلى أقصى اليسار.

## نبذة سياسية
كان الحزب مثيراً للجدال طيلة فترة وجوده القصيرة، ومن المرجح أن يكون الحزب الأكثر تطرفاً بين اليمين المتطرف الموجود على الإطلاق في النرويج منذ الحرب العالمية الثانية. وكان الحزب يريد إعادة جميع المهاجرين الذين جاءوا إلى البلاد منذ عام 1975. وبالنسبة للمهاجرين غير الغربيين فإن هذا سوف ينطبق منذ عام 1960. وإذا تبين أن هذا غير ممكن فقد دعا الحزب إلى التعقيم القسري. وينطبق نفس الشيء على المهاجرين الذين لهم علاقات مع النرويجيين الإثنيين وكذلك مع أطفالهم. ووفقا للحزب نفسه، كان ذلك للحفاظ على التكوين العرقي للشعب النرويجي.
وبسبب هذه الأقسام من برنامج الحزب، أدين ياك إريك كيوس في 21 فبراير 1997 من قبل محكمة بلدية أوسلو، وحكم عليه بالسجن لمدة 60 يوما مع وقف التنفيذ وغرامة قدرها 20 ألف كرونة بسبب انتهاك المادة 135أ من قانون العقوبات، المعروفة أيضا بالفقرة العنصرية. واستأنف الحكم أمام المحكمة العليا. وفي المحكمة العليا نوقشت هذه المسألة في الجلسة العامة، التي لم تحدث طيلة 27 عاما. وفي نوفمبر تم إقرار الحكم الصادر عن المحكمة البلدية. ولقد زعم خمسة من القضاة أن برنامج الحزب كان محمياً بحرية التعبير وصوتوا لصالح براءته، ولكن الإثني عشر المتبقين صوتوا لصالح تأييد الحكم، زاعمين أن الترويج للتطهير العرقي كان بعيداً عن تدابير حماية حرية التعبير. كما رفع كيوس القضية إلى المحكمة الأوروبية لحقوق الإنسان، ولكن تلك المحكمة قضت في 17 مارس 2000 بأن الحكم يتوافق مع اللجنة الأوروبية لحقوق الإنسان.
وكاحتجاج على الحكم انسحب مجلس الحزب بعد فترة وجيزة. كما خرج ياك إريك كيوس من الحياة السياسية. ولقد ذهب العديد من أعضائه إلى الحزب الذي تأسس حديثاً وهو التحالف الوطني.